# Mammuthus creticus
Mammuthus creticus (мамут критський карликовий) — вимерлий викопний карликовий мамут, що мешкав на Криті.
Вперше залишки цього мамута виявила Дороті Бейт в 1904 році, але віднесла їх до виду Palaeoloxodon antiquus. Про відкриття нового виду оголосила у 2012 році Вікторія Геррідж.
Влітку 2011 року на мисі Малекас були знайдені нові рештки цих тварин. Вони дали підставу переглянути систематичне положення критських мамутів. Після вивчення морфології зубів, у яких виявилися типово мамутові гребені і петлі, а також залишків ДНК, британські вчені прийшли до висновку, що насправді ця тварина ближче до роду Mammuthus.
Мамут мав близько 1,13 м в холці і важив приблизно 310 кг. Карликовість вчені пояснюють обмеженістю простору та їжі.
Вік знайдених кісток — 1 млн років. На острів предки мамута потрапили приблизно 3,5 млн років тому.

## Таксономія
Спочатку вид був описаний як Elephas creticus Доротеєю Бейт в 1907 році, яка відзначила його подібність до E. meridionalis (нині M meridionalis). 

Після дослідження ДНК, опублікованого у 2006 році, було запропоновано перейменувати E creticus на M. creticus (Bate, 1907). 

Також було запропоновано (у 2002 році) 

перейменувати всі описані екземпляри більшого розміру під нову назву підвиду E. antiquus creutzburgi (Kuss, 1965). 
Дослідження 2007 року критикувало результати дослідження ДНК 2006 року, показуючи, що дослідження ДНК, ймовірно, було помилковим. 

Однак морфологічні дані підтверджують розміщення в роді Mammuthus. 

Вчені вважають, що M. creticus був нащадком ранніх мамонтів M. rumanus або M. meridionalis.